# Jacobus Johannes Ewoud Hondius
Jacobus Johannes Ewoud Hondius (* 28. Juli 1897 in Utrecht; † 5. November 1950) war ein niederländischer Epigraphiker und Althistoriker.
Er studierte an den Universitäten in Leiden und Utrecht, wo er am 10. Juli 1925 bei Carl Wilhelm Vollgraff (1876–1967) promoviert wurde. Seit 1930 war er Privatdozent für Griechische Epigraphik an der Universität Groningen. Er begründete 1922 das Supplementum Epigraphicum Graecum und gab es bis zu seinem Tode heraus.

## Veröffentlichungen
- Novae inscriptiones Atticae, Leiden 1925 (= Dissertation)
- Saxa loquuntur. Inleiding tot de grieksche epigraphiek, Leiden 1938
- Tituli ad dialectos Graecas illustrandas selecti, Band 1: Tituli Achaici et Aeolici, Leiden 1950